# Parelloop 1995
De Parelloop 1995 vond plaats op zondag 2 april 1995 in het Limburgse Brunssum. Het was de zevende editie van dit evenement. In totaal finishten er 520 mannen en 384 vrouwen.
De wedstrijd werd bij de mannen gewonnen door de Keniaan Simon Lopuyet, die een week eerder ook al de City-Pier-City Loop had gewonnen. Hij finishte in 27.49, een parcoursrecord. Met deze prestatie bleef hij slechts negen seconden boven het wereldrecord op de 10 km. Bij de vrouwen ging zijn landgenote Joyce Chepchumba met de hoogste eer strijken. Zij won de wedstrijd in 32.43. 
In totaal finishten twaalf lopers binnen de 30 minuten.

## Uitslagen
Mannen
| rang   | naam                 | land | tijd  |
| ------ | -------------------- | ---- | ----- |
| Goud   | Simon Lopuyet        | KEN  | 27.49 |
| Zilver | Francis Nade         | TAN  | 28.17 |
| Brons  | Mauricio Gonzalez    | MEX  | 28.20 |
| 4      | John Vermeule        | NED  | 28.40 |
| 5      | Woldelassa Milkessa  | ETH  | 28.44 |
| 6      | Tonnie Dirks         | NED  | 28.47 |
| 7      | Peter van der Velden | NED  | 28.51 |
| 8      | Fransua Woldemariam  | ETH  | 29.00 |
| 9      | Kipsubei Kosgei      | KEN  | 29.27 |
| 10     | Patrick Aris         | NED  | 29.32 |

Vrouwen
| rang   | naam                 | land | tijd  |
| ------ | -------------------- | ---- | ----- |
| Goud   | Joyce Chepchumba     | KEN  | 32.43 |
| Zilver | Gabrielle Vijverberg | NED  | 33.06 |
| Brons  | Carla Beurskens      | NED  | 33.26 |
| 4      | Helle Vullings       | NED  | 33.35 |
| 5      | Wilma van Onna       | NED  | 34.00 |
| 6      | Mieke Aanen          | NED  | 34.02 |

1989 ·
1990 ·
1991 ·
1992 ·
1993 ·
1994 ·
1995 ·
1996 ·
1997 ·
1998 ·
1999 ·
2000 ·
2001 ·
2002 ·
2003 ·
2004 ·
2005 ·
2006 ·
2007 ·
2008 ·
2009 ·
2010 ·
2011 ·
2012 ·
2013 ·
2014 ·
2015 ·
2016 ·
2017 ·
2018 ·
2019 ·
2020 (afgelast) ·
2021 (afgelast) ·
2022 ·
2023 ·
2024